# Geblendet (Roman)
Geblendet ist ein Thriller von Andreas Pflüger, der im Jahr 2019 im Suhrkamp Verlag erschienen ist. Es handelt sich um die Fortsetzung von Endgültig und Niemals und ist damit der dritte Teil der Trilogie um die erblindete Elitepolizistin Jenny Aaron.

## Inhalt
Die blinde Elitepolizistin Jenny Aaron bekommt die Möglichkeit, durch eine spezielle Therapie wieder sehend werden zu können. Doch die Spezialabteilung, der sie einst ihr Leben verschrieben hatte, steht vor der Auslöschung, und Jenny Aaron entscheidet sich dafür, ihren Kameraden beizustehen. Sie trifft auf eine Gegnerin, die ihr überlegen ist, eine ungewohnte Erfahrung, in der aber auch schon der Schlüssel zu Jenny Aarons eigener, lange verdrängter Geschichte enthalten ist. Im Verlauf der Handlung muss sie sich immer stärker die Frage stellen, ob sie das richtige Leben geführt hat, ob es für das Agieren der Abteilung eine moralische Rechtfertigung gibt. Der Roman taucht tief ein in die Welt des organisierten Verbrechens, stellt aber auch philosophische Fragen nach Schuld, Demut und Vergebung.

## Herstellung
Das Buch wurde von Andreas Pflüger selbst gesetzt und gestaltet. Der Autor rechnet der äußeren Form von Buch und Text einen hohen Stellenwert zu:

„Nur bin ich der Überzeugung, dass die erzählerische Kraft eines Textes nicht allein aus der Sprache erwächst, dem, was ich die 'innere Form' nenne. Nein, sie hängt auch von der 'äußeren Form' ab: der Gestaltung. Rhythmus ist das Zusammenwirken des Äußeren und des Inneren. Nur wenn beides übereinkommt, ist das Werk gelungen. […] Übrigens widerspreche ich dem ansonsten von mir geschätzten Ferdinand de Saussure, der sagte: 'Geschriebene Formen verdunkeln unsere Sicht der Sprache. Sie sind weniger ein Kleidungsstück als eine Verkleidung.' Au contraire: Nur das, was auf dem Papier steht, ist wahr. Beim Schreiben streift der Autor jede Verkleidung ab. Wenn er kein Feigling ist.“

## Hintergrund
Andreas Pflüger erzählt aus der Perspektive einer blinden Ermittlerin, die alle von Nichtsehenden erlernbaren Fähigkeiten in Perfektion beherrscht. Bei seinen Recherchen unterstützte ihn Bernhard Sabel von der Otto-von-Guericke-Universität Magdeburg.
Die Idee zu dieser Figur kam ihm, als er die Autobiographie von Jacques Lusseyran las, der im Alter von acht Jahren erblindete und trotzdem im Zweiten Weltkrieg Kopf einer Résistance-Zelle in Paris wurde.

## Rezeption

### Kritiken
„Neben Andreas Pflüger kann derzeit kaum ein zweiter Schriftsteller von sich behaupten, seine Spannungsromane mit einem derart eleganten literarischen Florett auszufechten.“

„[Pflüger] überwindet in Geblendet die Jenny Aaron der beiden ersten hochgelobten und vielfach verkauften Romane und dringt zu ihrem Wesenskern vor. Er ist nicht blind für seine schöne, starke Superheldin, er sieht sie, wie sie ist: einsam, verzweifelt, nicht bei sich.“

„Pflügers Romane entziehen sich jeder Kategorisierung. Sie sind Literatur mit Hochspannung. Punkt.“

„Auch das jetzige Ende ist schlicht feuerwerkswürdig und entlässt eine der bemerkenswertesten Romanfiguren der letzten Dekade in den literarischen Olymp. Jenny Aaron wird bleiben, als Figur. So wie Philip Marlowe.“

### Auszeichnungen
- Burgdorfer Krimipreis 2020[9]